# Terry Jones
Terence Graham Perry "Terry" Jones (Colwyn Bay, Gal·les, 1 de febrer de 1942 - 21 de gener de 2020) fou un actor i escriptor gal·lès, un dels membres del grup Monty Python.
Es va diplomar a St Edmund Hall, Oxford, Terry Jones va aparèixer per primera vegada a la televisió l'any 1967, dins la sèrie At Last the 1948 Show al costat de John Cleese, Michael Palin i Marty Feldman. Paral·lelament a la seva carrera d'actor col·laborà en la televisió britànica especialment en els programes produïts per David Frost. A la vegada participà en la creació del grup Monty Python el qual va tenir molt èxit amb la sèrie de televisió Monty Python's Flying Circus. Ell va ser el principal realitzador de les pel·lícules d'aquesta companyia.
Era especialista en història medieval, especialment en el regnat de Ricard II d'Anglaterra –, és autor de nombroses obres de referència i també de llibres destinats a la joventut i guions per obres de ficció com The Crusades També va escriure i presentar l'any 2004 la sèrie televisiva Medieval Lives, documentals de mitja hora de durada tractats amb humor.
En 2006, realitzà i presentà amb el mateix estil la sèrie Barbarians, respecte a les invasions dels bàrbars a la fi de l'Imperi Romà.
Els seus escrits de tema polític en la premsa britànica van ser recollits en el llibre 'La meva guerra contra "la guerra al terrorisme" (2004).
Interpretà a Déu en Le Créateur d'Albert Dupontel el 1999.

## Filmografia
Les seves pel·lícules més destacades són:

### Actor
- 1967: At Last the 1948 Show (sèrie televisiva)
- 1967: Twice a Fortnight (sèrie televisiva)
- 1967: Do Not Adjust Your Set (sèrie televisiva)
- 1968: Broaden Your Mind (sèrie televisiva)
- 1969: Complete and Utter History of Britain (sèrie televisiva)
- 1969: Monty Python's Flying Circus (sèrie televisiva)
- 1971: And Now for Something Completely Different
- 1975: Monty Python and the Holy Grail
- 1976: Pleasure at Her Majesty's
- 1977: La bèstia del regne (Jabberwocky)
- 1977: The Mermaid Frolics
- 1979: Monty Python's Life of Brian
- 1980: Peter Cook & Co.
- 1982: Monty Python Live at the Hollywood Bowl
- 1983: Monty Python's The Meaning of Life
- 1983: The Crimson Permanent Assurance
- 1989: How to Get Ahead in Advertising
- 1989: Erik, el viking (Erik the Viking)
- 1991: L.A. Story (veu)
- 1994: Monty Python's Complete Waste of Time
- 1996: Blazing Dragons (veu)
- 1996: El vent als salzes (The Wind in the Willows)
- 1998: Starship Titanic
- 1998: Magdalen
- 1999: Le Créateur
- 2000: The Boy in Darkness
- 2000: Hjælp, jeg er en fisk (veu)
- 2002: Dinotopia (sèrie televisiva) (voix)
- 2003: Green Card Fever
- 2003: Education Tips No. 41: Choosing a Really Expensive School (veu)
- 2004: The Unsteady Chough
- 2006: Enfermés dehors
- 2009: King Guillaume

### Realitzador
- 1975: Monty Python and the Holy Grail' (correalitzat amb Terry Gilliam)
- 1979: Monty Python's Life of Brian
- 1983: Monty Python's The Meaning of Life
- 1987: Personal Services
- 1989: Erik, el viking (Erik the Viking)
- 1996: The Wind in the Willows
- 2015: Absolutely Anything
- 2015: Boom, crac, boom[6]

Curtmetratges
- 1999: The BFI London Imax Signature Film
- 2003: Education Tips No. 41: Choosing a Really Expensive School

Sèries de televisió
- 1992:The Young Indiana Jones Chronicles: episodi Barcelona maig de 1917
- 2006: Barbarians

## Obres
- Ma guerre contre « la guerre au terrorisme », éditions Flammarion en 2004.[7]

## Premis i nominacions

### Premis
- 1983. Gran Premi del Jurat (Festival de Canes) per The Meaning of Life

### Nominacions
- 1983. Palma d'Or per The Meaning of Life
- 1984. BAFTA a la millor cançó per The Meaning of Life amb "Every Sperm Is Sacred"
- 2004. Primetime Emmy al millor guió de no ficció per Medieval Lives